# Ernst Wandaller
Ernst Wandaller (ur. 4 października 1934) – austriacki zapaśnik walczący w obu stylach. Olimpijczyk z Melbourne 1956, gdzie odpadł w eliminacjach turnieju w kategorii 73 kg.
- Turniej w Melbourne 1956 – styl wolny

Przegrał z İbrahimem Zenginem z Turcji i Szwedem Perem Berlinem.
- Turniej w Melbourne 1956 – styl klasyczny

Przegrał ze Szwedem Perem Berlinem i zawodnikiem radzieckim Władimirem Maniejewem